# Економска школа „Нада Димић” Земун
Економска школа „Нада Димић” је средња школа у Београду, главном граду Србије. Основана је 1883. године. Налази се у улици 22. октобар број 19 у општини Земун. Школа носи име народног хероја Наде Димић од 1968. године.

## Историјат школе
Економска школа „Нада Димић” основана је 1883. године као дворазредна Трговачка школа у оквиру седморазредне Земунске гимназије. Пошто је Земун тада припадао Аустроугарској монархији, школа је била у административној надлежности Земаљске владе у Загребу.
Школа је постала у трогодишња 1891, а од 1909. године ради као четворогодишња под називом Краљевска трговачка академија. До 1910. године школу су похађали само мушкарци, а од те године дозвољен је упис и женске деце. Тако је исте године број уписаних ученика износио тачно 100, док је само десет година раније 1889. у оба одељења укупан број ученика био 18.
За време Првог светског рата школа није радила од 1914. до 1916. године. После рата, у новој држави Краљевини СХС, школа се, сада под именом Државна трговачка академија, 1924. године одвојила од Земунске гимназије, али је остала са њом у истој згради све до 1964. године. Први директор Државне трговачке академије био је професор Иван Кон, цењени стручњак и педагог.
У међуратном периоду обновљене су професорска и ученичка библиотека, кабинети и збирке. Ученици су се ангажовали кроз многе секције и удружења: Црвени крст, Феријални савез, Коло трезвене младежи „Разум”, школске вежбаонице, штедионица Економат и Културна секција „Сремац”. Уочи Другог светског рата школа је имала 450 ученика.
Период од 1941. до 1945. године обележила је окупација и Народноослободилачка борба. Школа је радила у тешким условима, због лошег одзива за упис имала је 4-5 одељења са 120—170 ученика. Током рата преко 30 ученика ове школе страдало је у логорима или погинуло у борби, а једна од њих Нада Димић проглашена је за народног хероја.
Зграду Гимназије напустила је 1964. године и преселила се у зграду у Улици 22. октобра, у којој се налази и данас. Пратећи развој друштва, Школа се прилагођавала и мењала према захтевима школских реформи и више пута мењала назив. Име народног хероја Наде Димић носи од 1968. године, а данашњи назив, Економска школа „Нада Димић”, добила је 1987. године.

### Име школе током времена
- 1883. Трговачка школа у Земуну
- 1911. Краљевска трговачка академија у Земуну
- 1922. Државна трговачка академија у Земуну
- 1948. Државни економски техникум
- 1949. Економска средња школа у Земуну
- 1961. Школски центар за економско образовање
- 1963. Трећа економска школа
- 1968. Трећа економска школа „Нада Димић”
- 1980. ООУР за економско образовање „Трећа економска школа” Образовног центра за друштвено — економске делатности „Нада Димић”
- 1985. Образовни центар економске струке „Трећа економска школа”
- 1986. Економска школа „Нада Димић”[4][5]

## Школа данас

### Образовни профили
Економска школа „Нада Димић” образује ученике од I до IV разреда за подручје рада економија, право и администрација за образовне профиле:
- економски техничар
- финансијски администратор.[6]

У школској 2019/2020. години укупно је уписано 524 ученика у 187 одељења.

### Опремљеност школе
- 12 учионица
- 2 бироа за учење
- 4 кабинета за информатику и кореспонденцију
- кабинет за предузетништво
- библиотека
- фискултурна сала[7]

## Галерија
- Свечана сала
- Учионица
- Библиотека
- Директорска канцеларија
- Учионица
- Поглед са улице
- Поглед са улице
- Кабинет за биро 1
- Кабинет за биро 2
- Кабинет за биро 3
- Кабинет за информатику 1
- Кабинет за информатику 2
- Кабинет за информатику 3

Изложба поводом 130 година школе